# جاي ريتش ليونارد
جاي ريتش ليونارد (بالإنجليزية: J. Rich Leonard)‏ هو محامي أمريكي، ولد في 1949.